# Nicholas Gargano
Nicholas Gargano (ur. 1 listopada 1934 w West Ham, zm. 28 marca 2016 w West Clandon) – brytyjski bokser, brązowy medalista olimpijski w wadze półśredniej (Melbourne 1956).
Był również złotym medalistą mistrzostw Europy w 1955 w Berlinie Zachodnim i igrzysk Imperium Brytyjskiego i Wspólnoty Brytyjskiej w 1954 w Vancouver w wadze półśredniej.